# Ota Masahiro
Masahiro Ota (sinh ngày 28 tháng 4 năm 1970) là một cầu thủ bóng đá người Nhật Bản.

## Sự nghiệp câu lạc bộ
Masahiro Ota đã từng chơi cho JEF United Ichihara và Urawa Reds.